# Farys

January Suchodolski Farys

Farys – muzułmański jeździec, profesjonalny wojownik (mameluk), wojownik–niewolnik ghilman, odpowiednik europejskiego rycerza. Samo słowo w języku arabskim oznaczało jeźdźca (Nicolle, Saracen Faris, strona 3). Uzbrojony w następujące rodzaje broni (choć nie we wszystkie naraz): łuk, miecz, szablę, włócznię, oszczep, topór (tabarzin), czekan, nadziak, kopię, maczugę – sztukę posługiwania się tym orężem zwaną furusiya ćwiczono w koszarach, na majdanie jak i podczas polowania na dzikie zwierzęta. Ale furusiya to nie tylko walka bronią, ale również jazda konna, zapasy, musztra, strzelanie z kuszy, polo, wyścigi konne, walka piesza z bronią, posłuszeństwo, nauka taktyki i strategii, posiadanie dobrej jakości broni oraz pancerza, wytrwałość i zwinność (Nicolle, strona 8-9). Według Siyast Nama trening farysa zabierał 8 lat, i był stopniowany co do użycia broni, konia i pancerza, a także  obowiązków i pozycji farysa (Nicolle, strona 10). Wojownicy muzułmańscy nosili długie włosy i wąsy w odróżnieniu od populacji cywilnej (Nicolle, Saracen Faris, strona 5). W oddziałach kawalerii złożonych z farysów służyli Turcy, Ormianie, Kurdowie, Grecy, Słowianie, Irańczycy (Persowie) i Arabowie. Słynnym średniowiecznym farysem był Usama Ibn Munkiz, który pozostawił po sobie pamiętnik "Kitab al-itibar".